# 停車收費碼錶

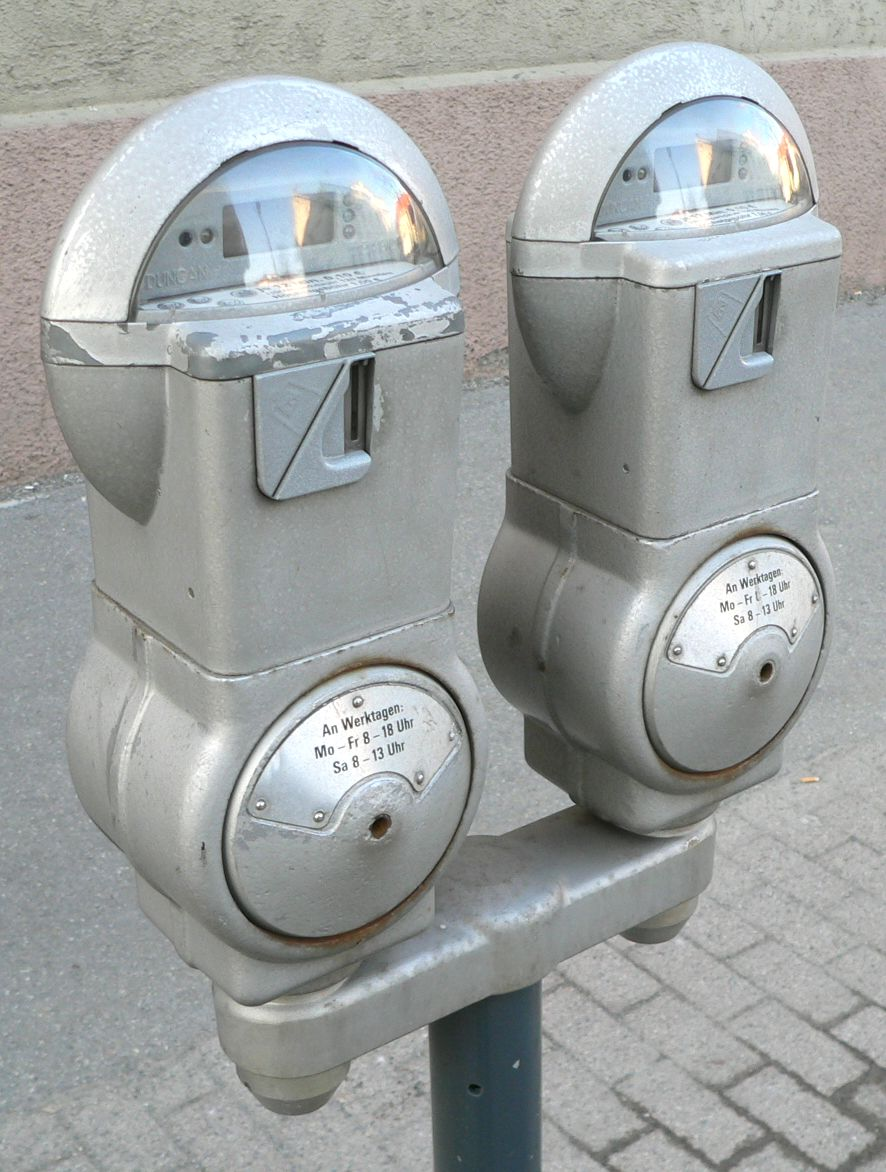
投幣及配有數位液晶顯示幕的停车收费碼表（德國，2006年）

停车收费碼表（英語：Parking Meter或Pay Station）俗称停车咪錶，是一種靠自助方式繳費（通常是投幣，也有些地區可使用儲值卡）計算時租的路邊停車收費工具。繳費後即可將車輛停放一定的時間，超時會被交通警察開出罰單，一般是定額罰款。停车收费碼表是停車場由全人手管理走向自律的機械化方向。

## 各地停車收費碼錶

### 臺灣
臺北市在2000年代之前設置投幣式路邊收費計時器。於2006年起陸續建置2,680座路邊停車悠遊卡路邊收費計時器，並為了鼓勵使用率給予每小時10元優惠，但因使用率不高，而在2011年9月5日取消，改回人工收費。

### 中国大陆
廣東省廣州市曾引入停車收費錶制度。由於廣州市兩個主要咪表公司的經營權屆滿，市中心城區共有5,295個咪表於2017年4月1日起暫停收費。

### 香港
現時香港設有停車收費錶的車位約有18,000個，收費時間大部分為星期一至六，每日上午八時至午夜十二時，星期日和公眾假期為早上十時至晚上十時。

#### 新停車收費錶
為配合政府推動「智慧出行」，運輸署已由2021年1月20日開始分批安裝約12 000台新一代路旁停車收費錶，並已於2022年1月將全港約9,800台路旁停車收費錶更換為新停車收費錶。新停車收費錶有支援多種付費方式繳付泊車費，包括八達通、Visa payWave、感應式MasterCard及銀聯閃付的非接觸式信用卡、轉數快、支付寶香港、微信支付及銀聯QR並支援使用新開發的流動應用程式「入錶易」在現場及遙距繳付泊車費；以及配備毫米波雷達感應器以偵測停車位是否已被佔用，提供實時資訊經「入錶易」流動應用程式、「香港出行易」手機版／網頁版及「資料一線通」網站發放，協助駕駛者尋找空置泊車位，以減少車輛在道路上徘徊尋找泊位的時間及交通流量。

### 澳門
澳門部分舊的收費設備將更換為新的收費設備。新的收費設備可接受投幣，及兩款或以上受澳門金融管理局監管的經營機構所發行的電子貨幣卡的付款方式。此外，新的收費設備將變更為 “一管一/二”，以及“一管多”兩款運作模式。

## 收費方式
- 上海公共交通卡
- 八達通
- 信用卡
- 易泊卡
- 羊城通
- 澳門通

## 图集

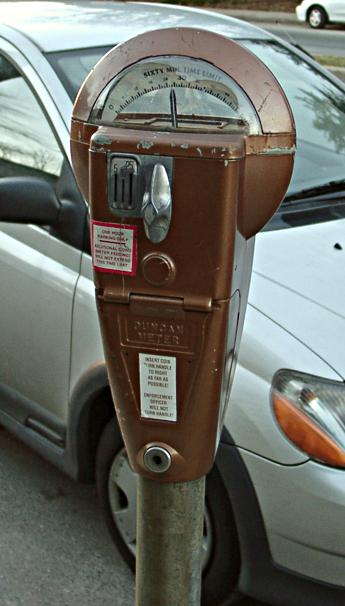
舊款停车收费碼表
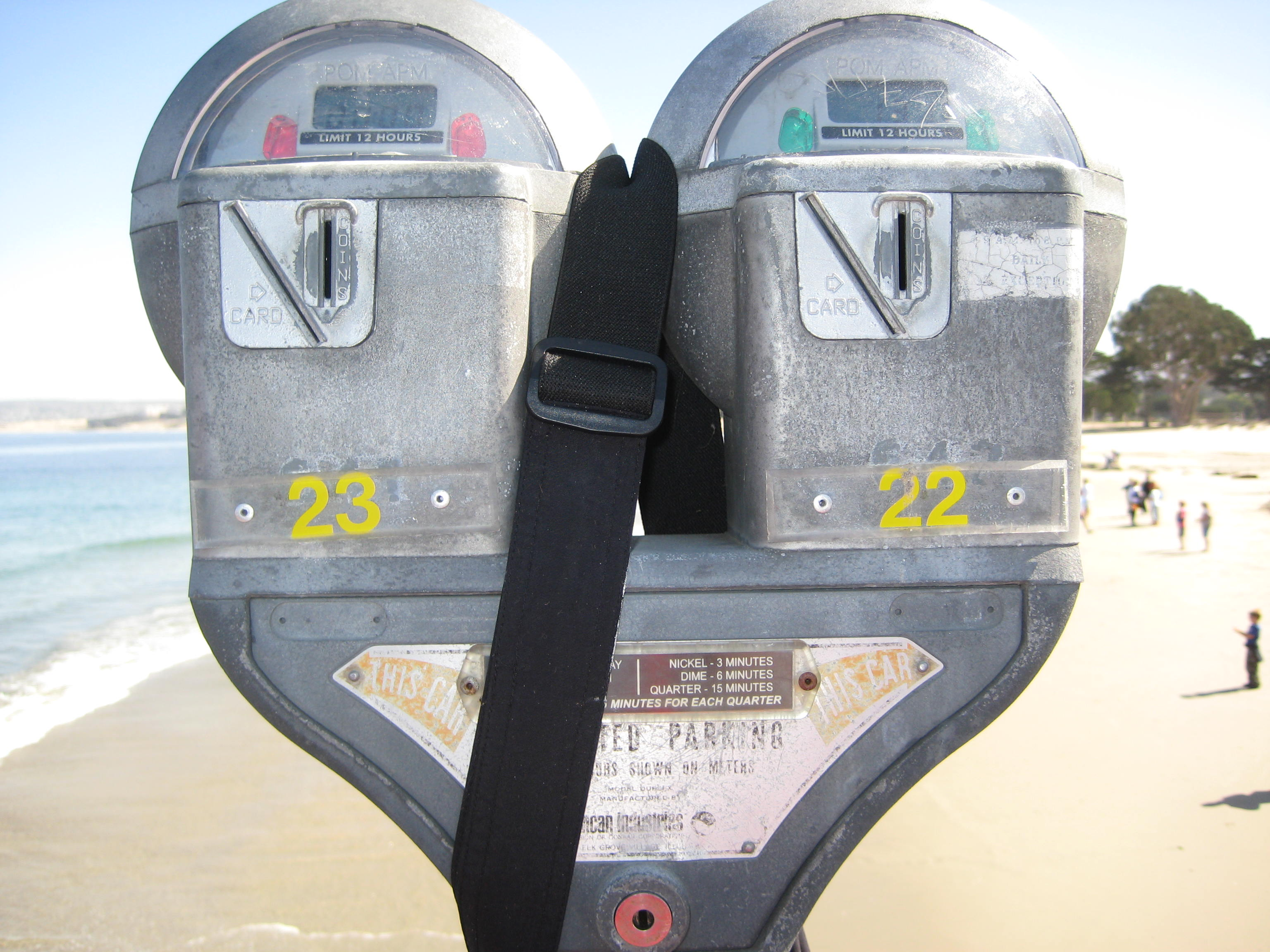
配有數位液晶顯示器的停车收费碼表
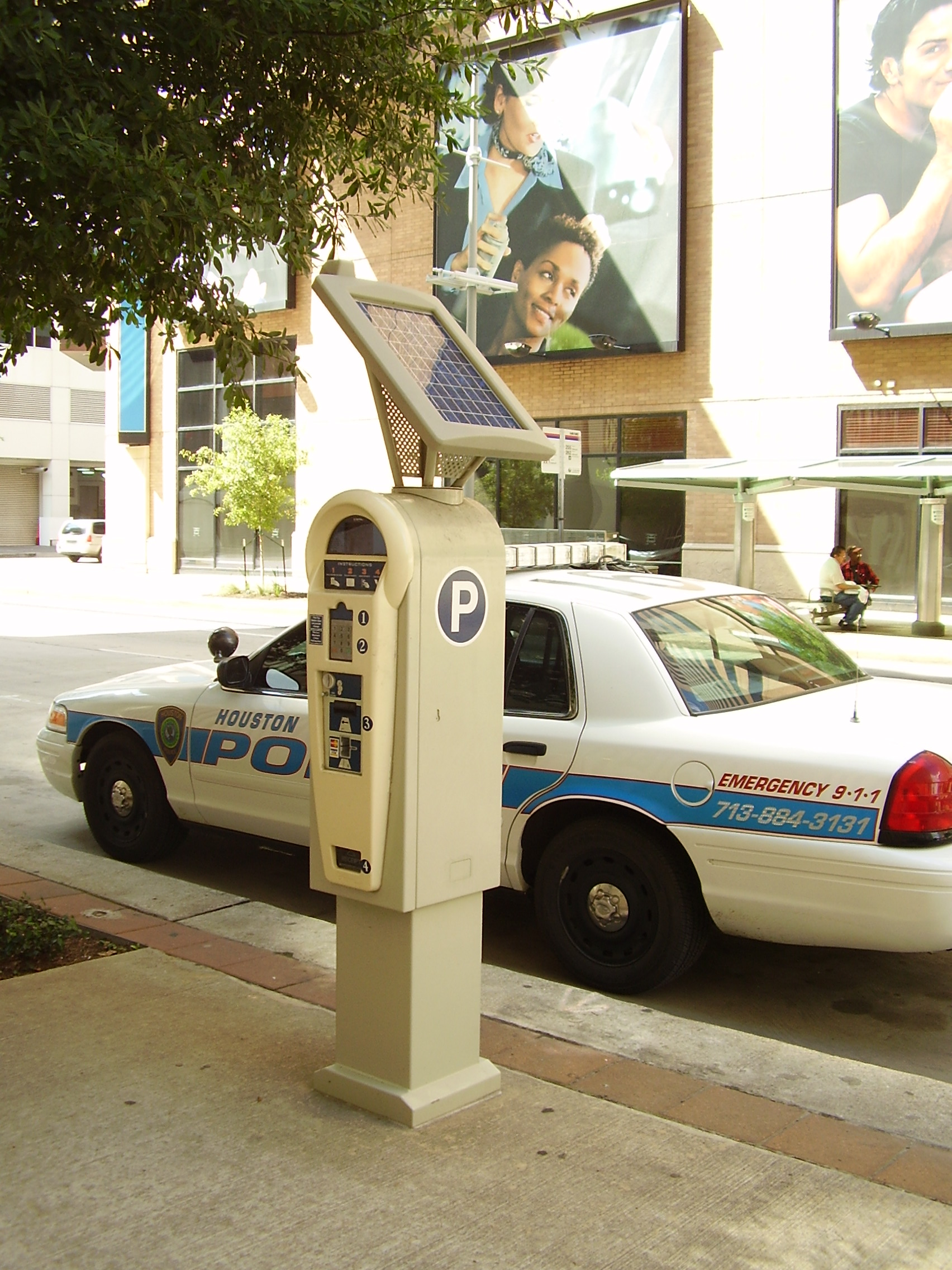
美國德薩斯州侯斯頓的停车收费碼表
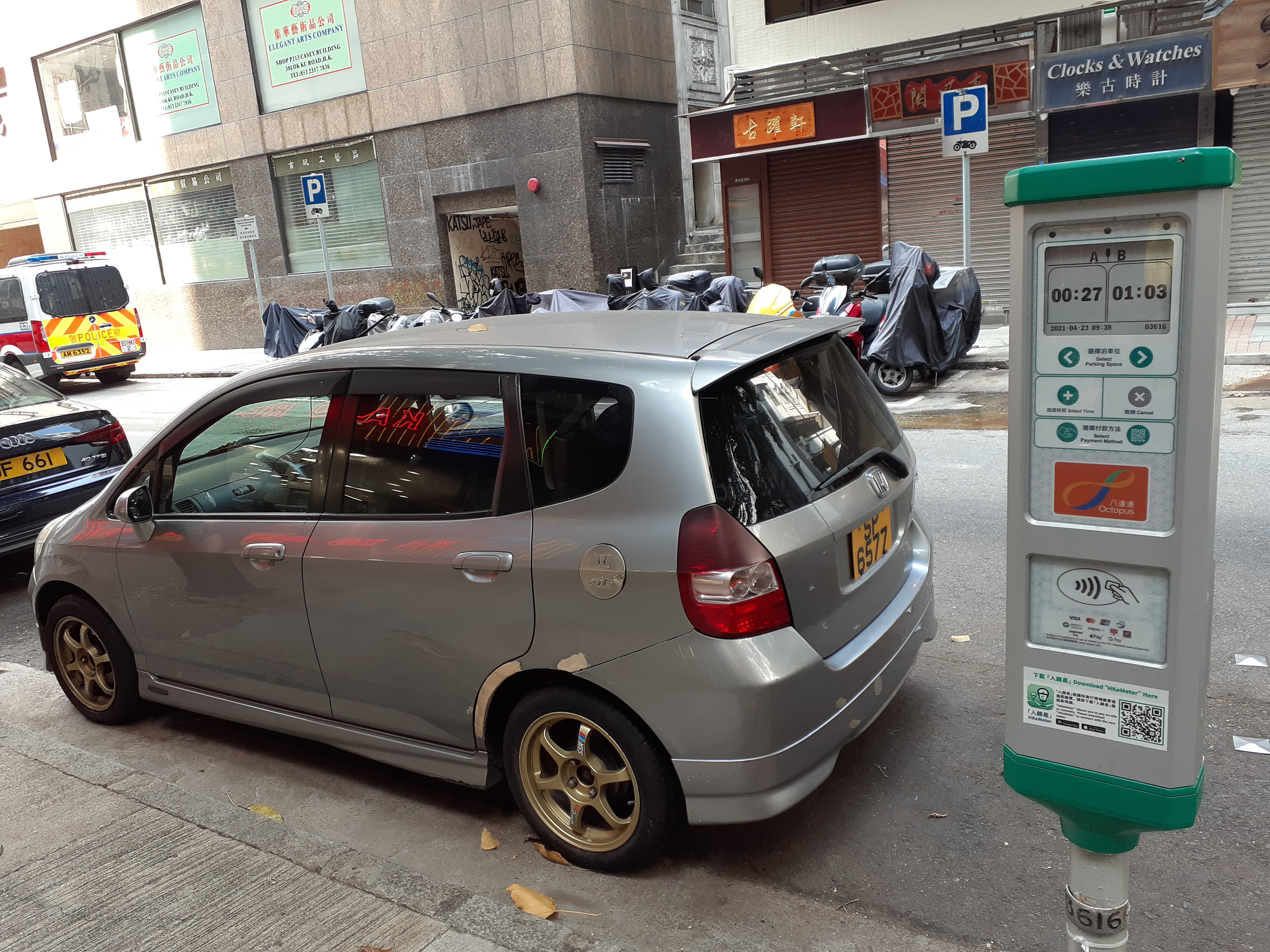
香港的最新款停车收费碼表